# Jesús González Gortázar
José de Jesús González Gortázar (Guadalajara, Jalisco, 12 de agosto de 1934-Ciudad de México, 1 de agosto de 1995) fue un político mexicano, miembro del Partido Revolucionario Institucional (PRI). Fue en dos ocasiones diputado federal y en una senador; falleció en ejercicio de este último cargo.

## Biografía
Entre 1939 y 1945 estudió la primaria en el «Colegio México» del Distrito Federal, primer grado de secundaria en el mismo colegio, y los dos siguientes de 1946 a 1948 en el «Colegio Cervantes» de Guadalajara, donde continuó la preparatoria de 1948 a 1950. De 1950 a 1955 estudió la carrera de Derecho en la Universidad de Guadalajara (UdeG) egresando como el mejor promedio de su generación. En 1956 realizó estudios de posgrado en el City of London College. De 1958 a 1959 ejerció como profesor de preparatoria en el mismo Colegio Cervantes.
Fue hijo de José de Jesús González Gallo, gobernador de Jalisco de 1947 a 1953, y de Paz Gortázar Gutiérrez; tuvo siete hermanos, entre ellos el arquitecto Fernando González Gortázar. En 1953 fue presidente de la Sociedad de Alumnos de Derecho de la UdeG, de 1957 a 1965 fue abogado de Petróleos Mexicanos (PEMEX) en Jalisco, y de 1958 a 1977 asesor técnico del Instituto Mexicano del Seguro Social (IMSS).
En 1961 fue postulado candidato del PRI a diputado federal por el Distrito 7 de Jalisco, siendo elegido para la XLV Legislatura de dicho año al de 1964. De 1963 a 1964 fue también delegado del comité nacional del PRO en Colima, y luego asesor legal del Instituto de Estudios Políticos, Económicos y Sociales (IEPES). Se dedicó también al cultivo de la caña de azúcar, siendo presidente de la Unión Nacional de Productores de Caña de Azúcar de 1973 a 1988 y presidente de la Unión de Crédito Agropecuario e Industrial de Occidente de 1982 a 1988.
En las elecciones estatales de 1979 fue candidato a diputado local por el Distrito 6 local, siendo elegido a la XLIX Legislatura del Congreso del Estado de Jalisco de 1980 a 1983. En 1985 es por segunda vez elegido diputado federal, en esta ocasión por el Distrito 17 de Jalisco, para la LIII Legislatura que tendría término en 1988; triunfó en la elección al recibir 32 601 votos, frente a 12 324 de su mas cercano competidor, el candidato del Partido Acción Nacional (PAN) Francisco de la Cerda Coss y León. Durante esta legislatura cobró notoriedad por votar en contra de la línea de su partido y en favor de la oposición, que buscaba que la entonces Procuradora General de Justicia del Distrito Federal, Victoria Adato Green, explicara la aparición de cuerpos torturados en las ruinas de un edificio destruido por el terremoto de México de 1985.
En 1994 fue postulado candidato del PRI a Senador por Jalisco en primera fórmula, siendo elegido para el periodo de ese año al de 2000 y que deberían de corresponder a las Legislaturas LVI y LVII. El mismo año de 1994 fue uno de los aspirantes a la candidatura del PRI a la gubernatura de Jalisco para las elecciones de 1995, junto con Enrique Dau Flores, Eugenio Ruiz Orozco, María Esther Scherman, y Guillermo Vallarta Plata; quedando en segundo lugar y correspondiendo la candidatura a Ruiz Orozco, que a la postre perdería la elección.
Falleció en la Ciudad de México el día 1 de agosto de 1995, en ejercicio del cargo de senador y a menos de un año de haberlo asumido.